# NGC 4369
NGC 4369 est une galaxie spirale relativement rapprochée et située dans la constellation des Chiens de chasse. NGC 4369 a été découverte par l'astronome germano-britannique William Herschel en 1787.

## Caractéristiques
La classe de luminosité de NGC 4369 est I et elle présente une large raie HI. Elle renferme également des régions d'hydrogène ionisé.

### Distance
Sa vitesse par rapport au fond diffus cosmologique est de 1 257 ± 17 km/s, ce qui correspond à une distance de Hubble de 18,5 ± 1,3 Mpc (∼60,3 millions d'al).
À ce jour, quatre mesures non basées sur le décalage vers le rouge (redshift) donnent une distance de 29,725 ± 5,541 Mpc (∼97 millions d'al), ce qui est à l'extérieur des valeurs de la distance de Hubble. Puisque cette galaxie semble relativement rapprochée du Groupe local, cette distance est peut-être plus près de sa distance réelle que la distance de Hubble. Notons que c'est avec la valeur moyenne des mesures indépendantes, lorsqu'elles existent, que la base de données NASA/IPAC calcule le diamètre d'une galaxie.

### Galaxie à sursaut de formation d'étoiles
NGC 4369 est une galaxie à sursaut de formation d'étoiles.

### Luminosité dans l'infrarouge
La luminosité de la galaxie NGC 4369 dans l'infrarouge lointain (de 40 à 400 µm)  est égale à 6,03 × 109 {\displaystyle L_{\odot }} (109,78{\displaystyle L_{\odot }}) et sa luminosité totale dans l'infrarouge (de 8 à 1 000 µm) est de 7,76 × 109 {\displaystyle L_{\odot }} (109,89{\displaystyle L_{\odot }}).

### Émission de radiation ultraviolette
NGC 4369 est une galaxie dont le noyau brille dans le domaine de l'ultraviolet. Elle est inscrite dans le catalogue de Markarian sous la cote Mrk 439 (MK 439).

## Supernova
La supernova SN 2005kl a été découverte dans NGC 4369 le 22 novembre 2005 par l'astronome amateur italien Marco Migliardi, membre de l'association CROSS de l'association astronomique de Cortina. Cette supernova était de type Ic.

## Trou noir supermassif
Selon une autre étude basés sur les mesures de luminosité de la bande K de l'infrarouge proche du bulbe de NGC 4369, on obtient une valeur de 106,9 {\displaystyle M_{\odot }} (7,9 millions de masses solaires) pour le trou noir supermassif qui s'y trouve.